# Brainwashed (Call You)
Brainwashed (Call You) – dwudziesty trzeci singel oraz utwór niemieckiego DJ-a i producenta – Tomcrafta, wydany 21 listopada 2003 w Niemczech przez wytwórnię Kosmo Records (wydanie CD i 12"). Utwór nie został wydany na żadnym albumie Tomcrafta. Na singel w wersji niemieckiej składa się tylko utwór tytułowy w pięciu wersjach (CD) i w trzech wersjach (12").
Ponadto singel został wydany na obu rodzajach krążków w Wielkiej Brytanii (dwa wydania CD i aż sześć wydań 12", z których trzy, poza wersjami utworu tytułowego, zawierają także po jednej wersji utworu Loneliness) i w Holandii (wydanie CD i 12").

## Lista utworów

### Niemcy

#### CD
1. Brainwashed (Call You) (Radio Edit) (3:28)
2. Brainwashed (Call You) (Video Edit) (3:02)
3. Brainwashed (Call You) (UK Club Mix) (7:01)
4. Brainwashed (Call You) (Laurent Konrad Mix) (6:24)
5. Brainwashed (Call You) (Original Club Mix) (6:17)

#### 12"
1. Brainwashed (Call You) (UK Club Mix) (7:00)
2. Brainwashed (Call You) (Laurent Konrad Mix) (6:23)
3. Brainwashed (Call You) (Original Club Mix) (6:17)

### Wielka Brytania

#### CD (1)
1. Brainwashed (Call You) (Radio Edit)
2. Brainwashed (Call You) (Club Mix)
3. Brainwashed (Call You) (Laurent Konrad Remix)

#### CD (2)
1. Brainwashed (Call You) (Radio Edit) (2:35)
2. Brainwashed (Call You) (Club Mix) (7:03)
3. Brainwashed (Call You) (DJ Choose & F's That Mucho Remix) (6:49)

#### 12" (1)
1. Brainwashed (Call You) (Club Mix)
2. Brainwashed (Call You) (Laurent Konrad Remix)

#### 12" (2)
1. Brainwashed (Call You) (DJ Choose & F's That Mucho Remix (6:48)
2. Loneliness (Above & Beyond Remix) (8:03)

#### 12" (3)
1. Brainwashed (DJ Choose & F's That Mucho Remix)
2. Brainwashed (Azure Remix)
3. Loneliness (Above & Beyond Remix)

#### 12" (4)
1. Brainwashed (Call You) (Club Mix)
2. Brainwashed (Call You) (Laurent Konrad Remix)
3. Brainwashed (Call You) (Paul Jackson Remix)

#### 12" (5)
1. Brainwashed (Call You) (Paul Jackson Remix)

#### 12" (6)
1. Brainwashed (Azure Remix)

### Holandia

#### CD
1. Brainwashed (Call You) (Radio Edit) (3:28)
2. Brainwashed (Call You) (Video Edit) (3:02)
3. Brainwashed (Call You) (UK Club Mix) (7:01)
4. Brainwashed (Call You) (Laurent Konrad Mix) (6:24)
5. Brainwashed (Call You) (Original Club Mix) (6:17)

#### 12"
1. Brainwashed (Call You) (UK Club Mix)
2. Brainwashed (Call You) (DJ Choose & F's That Mucho Mix)
3. Brainwashed (Call You) (Original Club Mix)